# マイラ・アギアル

マイラ・アギアル・ダ・シウヴァ（Mayra Aguiar da Silva、1991年8月3日 - ）は、ブラジルのリオグランデ・ド・スル州・ポルト・アレグレ出身の女子柔道選手。ブラジル柔道界でも非常に人気のある選手の一人でもある。

## 来歴
柔道は6歳の時に始め、2000年シドニーオリンピック銀メダリストのティアゴ・カミロらが所属する道場に通っていた。
2006年にブラジル選手権70kg級に出場しいきなり優勝、翌年のワールドカップで国際大会デビューを果たし銅メダルを獲得した。2007年のパンアメリカン柔道選手権大会では銀メダルに終わる。2008年のワールドカップ・ワルシャワで国際大会初の金メダルを獲得した。
しかし、同年末に右足靱帯を損傷する大けがを負い10か月間のリハビリを余儀なくされた。2009年から78kg級に階級を上げ復活、大舞台の2010年世界柔道選手権大会では見事銀メダルを獲得したが、2011年の世界選手権では3位に終わった。2012年のワールド・マスターズではオール一本勝ちで優勝を果たした。
2012年7月のロンドンオリンピックでは準決勝でアメリカのケイラ・ハリソンの前に敗れるが、3位決定戦ではオランダのマリンド・フェルケルクに勝って銅メダルを獲得した。2013年の世界選手権では3位だった。2014年の世界選手権では準決勝でハリソンを技ありで破ると、決勝でもフランスのオドレー・チュメオを技ありで破って優勝を飾った。2015年のパンアメリカン競技大会では決勝でハリソンに敗れて2位だった。次いで世界選手権では3回戦でポーランドのダリア・ポゴルゼレツから技ありと有効を取られて2連覇はならなかった。母国開催の2016年のリオデジャネイロオリンピックでは準決勝でフランスのチュメオの前に指導2で敗れたが、前回に続いて銅メダルを獲得した。オリンピック以降最初の国際大会となる2017年のグランプリ・カンクンで優勝した。2017年の世界選手権では準決勝で佐藤瑠香を技ありで破ると、決勝でも世界チャンピオンの梅木真美を技ありで破って3年ぶり2度目の優勝を果たした。寝技が弱点だったために柔術の師範から週3度ほど防御を中心に稽古を積んだという。組み手の強さも相まって決勝では寝業師の梅木に寝技に持ち込ませなかった。2018年の世界選手権では3回戦で中国の馬振昭に技ありで敗れた。2019年にはグランドスラム・デュッセルドルフとパンアメリカン競技大会で優勝した。東京で開催された世界選手権では準決勝でフランスのマドレーヌ・マロンガに敗れて3位だった。7月に日本武道館で開催された東京オリンピックでは準々決勝で世界チャンピオンであるドイツのアンナ＝マリア・ヴァーグナーに技ありで敗れるも、その後の敗者復活戦を勝ち上がって、オリンピック3大会連続で銅メダルを獲得した。2022年のパンアメリカン・オセアニア選手権で優勝した。世界選手権では準々決勝でオリンピックチャンピオンの濵田尚里を内股返で破るなどして決勝まで進むと、中国の馬振昭を技ありで破って、31歳にして世界選手権3度目の優勝を飾った。2023年の世界選手権には出場しなかったが、パンアメリカン・オセアニア選手権で優勝した。
グランドスラム・東京では決勝で世界チャンピオンであるイスラエルのインバル・ラニルを技ありで破って優勝した。4度目のオリンピックとなったパリオリンピックでは2回戦でイタリアのアリーチェ・ベッランディに敗れた。
IJF世界ランキングは6239ポイント獲得で2位(23/11/27現在)。

## 主な戦績
70kg級での戦績
- 2006年 - 世界ジュニア 3位
- 2007年 - パンナム選手権 2位
- 2007年 - パンアメリカン競技大会 2位
- 2008年 - ポーランド国際 優勝
- 2008年 - 世界ジュニア 2位

78kg級での戦績
- 2009年 - 世界ジュニア 3位
- 2010年 - ワールドカップ・ブダペスト 優勝
- 2010年 - グランプリ・デュッセルドルフ 5位
- 2010年 - パンナム選手権 優勝
- 2010年 - グランドスラム・リオデジャネイロ 3位
- 2010年 - ワールドカップ・サンパウロ 2位
- 2010年 - 世界選手権 2位
- 2010年 - 世界ジュニア 優勝
- 2010年 - グランドスラム・東京 5位
- 2011年 - グランドスラム・パリ 3位
- 2011年 - パンナム選手権 2位
- 2011年 - グランドスラム・モスクワ 3位
- 2011年 - グランドスラム・リオデジャネイロ 優勝
- 2011年 - 世界選手権 3位
- 2011年 - パンアメリカン競技大会 3位
- 2011年 - グランドスラム・東京 3位
- 2011年 - グランプリ・青島 優勝
- 2012年 - ワールドマスターズ 優勝
- 2012年 - グランドスラム・パリ 優勝
- 2012年 - パンナム選手権 優勝
- 2012年 - ロンドンオリンピック 3位
- 2013年 - パンナム選手権 優勝
- 2013年 - ワールドマスターズ 優勝
- 2013年 - 世界選手権 3位
- 2014年 - グランドスラム・チュメニ 優勝
- 2014年 - 世界選手権 優勝
- 2015年 - パンアメリカン競技大会 2位
- 2015年 - グランドスラム・アブダビ　2位
- 2016年 -　グランドスラム・パリ　優勝
- 2016年 - グランプリ・トビリシ 3位
- 2016年 -　ワールドマスターズ　2位
- 2016年 - リオデジャネイロオリンピック 3位
- 2017年 - グランプリ・カンクン　優勝
- 2017年 -　世界選手権　優勝
- 2017年 - グランドスラム・アブダビ　3位
- 2017年 -　ワールドマスターズ　7位
- 2018年 -　グランドスラム・デュッセルドルフ　2位
- 2018年 -　グランドスラム・エカテリンブルグ　3位
- 2018年 -　グランプリ・フフホト　2位
- 2018年 - グランプリ・ザグレブ　7位
- 2018年 -　グランプリ・カンクン　2位
- 2019年 - ヨーロッパオープン・オーバーヴァルト　2位
- 2019年 - グランドスラム・デュッセルドルフ　優勝
- 2019年 - グランドスラム・エカテリンブルグ　2位
- 2019年 - パンナム選手権　優勝
- 2019年 - グランプリ・ブダペスト　優勝
- 2019年 - パンアメリカン競技大会　優勝
- 2019年 - 世界選手権　3位
- 2020年 -　グランドスラム・デュッセルドルフ　2位
- 2021年 -　東京オリンピック　3位
- 2022年 -　パンアメリカン・オセアニア選手権　優勝
- 2022年 -　グランドスラム・トビリシ 2位
- 2022年 -　グランドスラム・ブダペスト 3位
- 2022年 -　グランプリ・ザグレブ 3位
- 2022年 -　世界選手権　優勝
- 2022年 -　ワールドマスターズ　3位
- 2023年 - パンアメリカン・オセアニア選手権　優勝
- 2023年 -　グランドスラム・バクー　3位
- 2023年 -　グランドスラム・東京　優勝

(出典、JudoInside.com)